# Elektronické mýtné v Česku

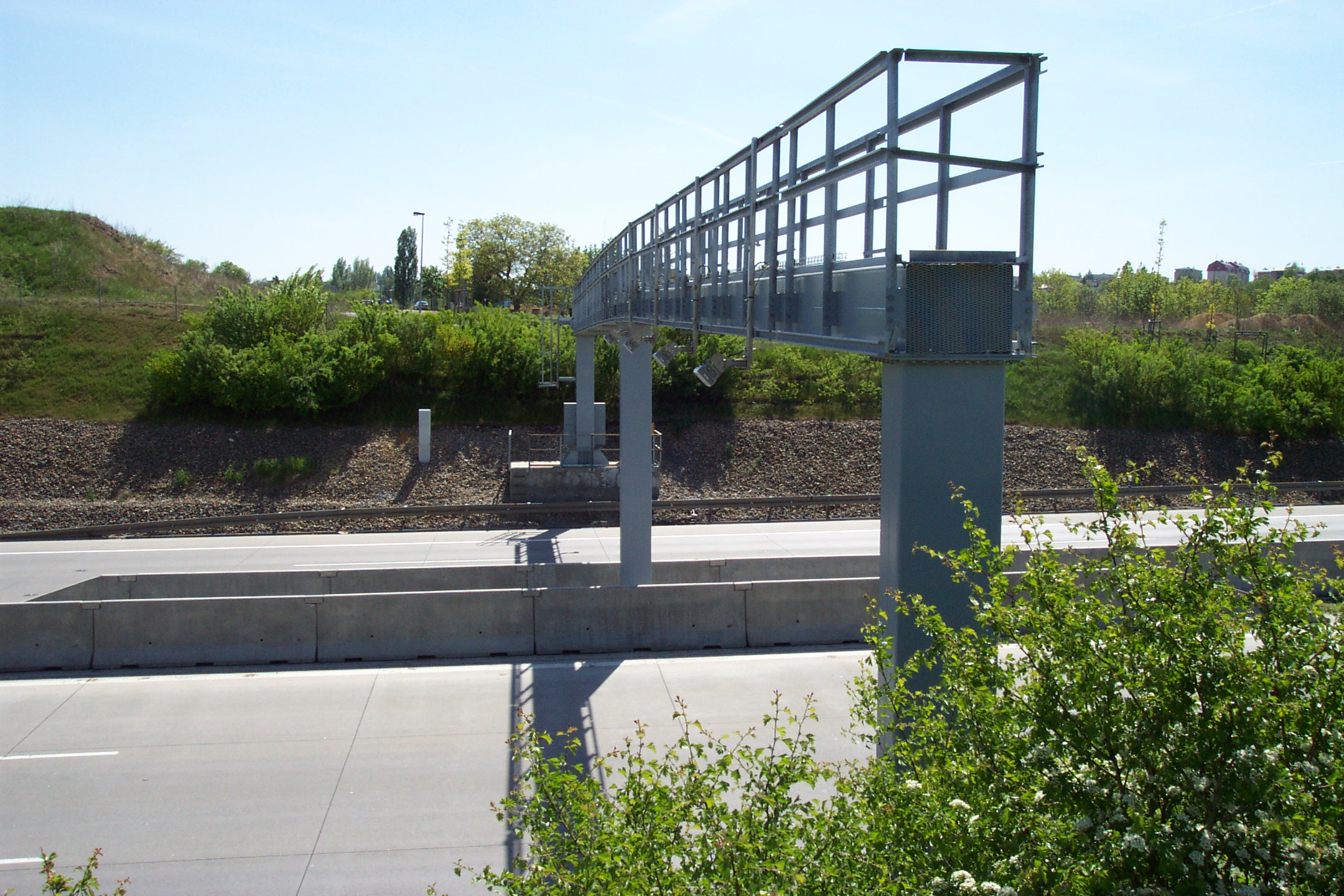
Mýtná brána na Pražském okruhu nedaleko Řep a Zličína

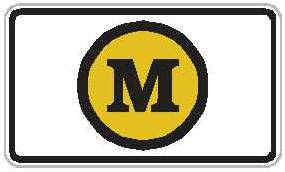
Dopravní značka upozorňující na začátek úseku, za nějž se platí elektronické mýtné

Elektronické mýtné v Česku je elektronické mýtné, které bylo v České republice pro vozidla s celkovou hmotností nad 3,5 tuny zavedeno od 1. ledna 2007 novelou Zákona o pozemních komunikacích (13/1997 Sb.) na 970 kilometrech dálnic a silnic pro motorová vozidla, kde je vybudováno asi 178 mýtných bran. Na rozdíl od Německa se vztahuje i na autobusy, ač byly silné snahy alespoň veřejnou linkovou dopravu z povinnosti vyjmout. Pro autobusy však platí zvýhodněné sazby mýta. Od 1. ledna 2008 se začalo platit na 200 kilometrech silnic I. třídy, které svým charakterem nahrazují chybějící tranzitní dálnice. Ke konci roku 2014 je tak v provozu celkem 265 mýtných bran na 1400 kilometrech, z toho 47 je kontrolních. Vlastníkem mýtného systému je Česká republika, konkrétně Ministerstvo dopravy ČR, které k provozování a správě mýta zmocnilo Ředitelství silnici a dálnic. Příjmy z výběru mýtného plynou do Státního fondu infrastruktury.
Od 1. ledna 2010 se povinnost platit elektronické mýtné začala vztahovat na všechna vozidla o celkové hmotnosti nad 3,5 tuny. Sazby jsou u dálnic a rychlostních silnic od 1,67 do 5,30 Kč/km v závislosti na ekologické kategorii vozidla a počtu náprav (v pátek od 15.00 hod. do 21.00 pak od 2,12 do 8,1 Kč/km). Na silnicích první třídy pak od 0,79 do 2,55 Kč/km (v pátek od 15.00 hod. do 21.00 pak od 1,00 do 3,90 Kč/km). V březnu 2010 kritizoval v pořadu Otázky Václava Moravce profesor Fakulty dopravní ČVUT Petr Moos plánované zavedení elektronického mýtného pro vozidla do 3,5t od roku 2011 s tím, že tento systém do roku 2016 přinese ztrátu 4-8 miliard korun. Nakonec bylo rozhodnuto mýtné pro osobní auta zatím nezavádět.
Mýtné pro vozidla nad 3,5 t je vysoce ziskové. Od svého zavedení již vybralo přes 58 mld.Kč (k prosinci 2014). Od vybraného mýta je třeba odečíst investiční a provozní náklady. Investice do mýta přišla na 3,4 mld. Kč bez DPH (výstavbu financoval dodavatel mýta Kapsch, stát investici splatil až z vybraného mýta).
Roční provozní náklady se podle provozovatele pohybují mezi v Evropě obvyklými 18–22 %. Podle kontrolní zprávy NKÚ celkové náklady na zavedení a provoz mýtného systému v letech 2007 až 2016 přesáhly 24 miliard korun. Ministerstvo dopravy za stejnou dobu vybralo na mýtném 78,5 miliardy korun. Náklady tedy dosáhly přibližně 31 procent. „Průměrná provozní nákladovost za celé období – tedy bez zohlednění nákladů na vybudování mýtné infrastruktury – byla 24 procent,“ uvádí ve zprávě kontroloři.
Vybrané mýtné v roce 2013 tvořilo 16,5 % příjmů státního fondu dopravní infrastruktury. Očekává se, že pokud budou výnosy z mýtného do konce roku 2016 stejné, vybere stát kolem 80 mld. Kč za prvních deset let provozování mýta.
Novela 196/2012 Sb. zákona č. 13/1997 Sb. o pozemních komunikacích stanovuje možnost uplatňovat slevy na mýtném.

## Výběrové řízení
Do výběrového řízení na vybudování a 10leté provozování systému se v roce 2005 přihlásili čtyři uchazeči (firmy či konsorcia), všichni s mikrovlnným nebo kombinovaným systémem: Mytia (Ascom Fela + Damov + ABD Group) za 15 miliard, Autostrade za 17,5 miliardy, Kapsch za 22 miliard, A-Way + AŽD za 33,7 miliardy. Dodavatelé satelitních systémů (německý T-systems, francouzská Logica) se do soutěže nepřihlásili, protože měli výhrady k zadávacím podmínkám, například příliš brzkému termínu zavedení, příliš velkým rizikům pro dodavatele, nehotové legislativě a netransparentnosti výběru. Nakonec se nepřihlásily ani firmy Siemens, IBM a mnohé další, které předběžně projevovaly zájem. Někteří z neúspěšných konkurentů se odvolali k Evropské komisi.
Ministerstvo tři ze čtyř nabídek vyloučilo z technických či jiných důvodů. Okolnosti, za kterých byla nakonec vybrána firma Kapsch, byly předmětem kritiky, média v investigativních reportážích naznačovala pravděpodobnost korupce a zmanipulování výběru. Úřad pro ochranu hospodářské soutěže v lednu 2006 potvrdil výsledek soutěže. Závěrečná zpráva parlamentní vyšetřovací komise v roce 2008 žádné porušení zákona neprokázala, nebyly zjištěny ani žádné zásadní nedostatky provozu mýta. Ke stejnému závěru došel i Nejvyšší správní soud, který zamítl kasační stížnost vyloučených uchazečů. (ibidem) Výběrovým řízením se však zabývala policie i po více než deseti letech od přidělení zakázky firmě Kapsch, okolnosti výběrového řízení tak zůstávají i nadále krajně pochybné.
Ve druhé fázi se mělo podle původní smlouvy do poloviny roku 2007 zpoplatnit dalších 1200 kilometrů silnic první třídy. Ministerstvo dopravy nakonec od této varianty ustoupilo. Od 1. ledna 2008 se začalo platit jen na necelých 200 kilometrech silnic I. třídy. Smlouva s Kapschem se několikrát pomocí dodatků měnila, podle poslední verze obsahuje zpoplatnění současných i budoucích dálnic, 203 kilometrů vybraných silnic I. třídy i pilotní otestování tzv.hybridního mýta (kombinuje výhody satelitní i mikrovlnné technologie). Stát si v průběhu času objednal implementaci dalších telematických služeb využívajících mýtnou infrastrukturu – dopravní informační systém na vybraných dálnicích, telematická platforma, systém odhalování vozidel v protisměru, pilot vysokorychlostního vážení a odhalování přetížených kamionů. Tím cena narostla na 24 miliard. Postupem času došlo k rozšíření z 968 zpoplatněných kilometrů na více než 1400.
Zakázka pro společnost Kapsch, která měla původně skončit v roce 2016 novým výběrovým řízením, byla o tři roky prodloužena bez výběrového řízení do konce roku 2019. Kapsch tak získal zakázku na tři roky za 5,25 mld. Kč. Ministerstvo dopravy ČR totiž nestihlo včas vypsat řádné výběrové řízení. To se podařilo ministru Danu Ťokovi (ANO) až v roce 2017.
V rámci vyhlášeného jednacího řízení s uveřejněním informace se přihlásili čtyři zájemci o provozování mýtného systému v Česku v letech 2020 až 2030: společnost Kapsch, česko-slovenské konsorcium společností CzechToll a SkyToll, maďarská společnost National Toll Payment Services a německá T-Systems. Vypsané výběrové řízení napadl ještě před oznámením výsledků dosavadní provozovatel mýta, společnost Kapsch, u Úřadu pro ochranu hospodářské soutěže.
11. dubna 2018 vyhlásilo Ministerstvo dopravy ČR vítězem konsorcium společností CzechToll a SkyToll, které nabídlo cenu 10,75 mld. Kč za vybudování a desetiletý provoz elektronického mýtného systému v ČR od roku 2020.
Kontrolu řádného výběru mýtného a expertní kontrolu plnění kvalitativních a kvantitativních ukazatelů souvisejících služeb zajišťuje pro Ředitelství silnic a dálnic státní podnik CENDIS.

### Dodatky smlouvy
Cílem uzavírání dodatků je primárně vývoj systému – například portály na doplacení
nezaplaceného mýta, liniové řízení dopravy atd.

### Dodatek č. 1
- Podepsán v červnu 2006 kvůli zpoždění zakázky vinou státu[23]
- Kapsch se dodatkem zavázal zprovoznit systém za 9 měsíců místo 1 roku
- Během prvních tří měsíců bude tolerována efektivita 85 % místo 95 %, při překročení 95 % získává Kapsch všechny vybrané poplatky nad tuto hranici. Kapsch nakonec toleranci nižší efektivity kvůli kratšímu času na zprovoznění nevyužil a hned od začátku přesahuje 95 %.[24]
- Zprovoznění mýta na silnicích první třídy odloženo o půl roku
- V případě zdržení staveb ze strany státních úřadů ponese stát náklady na náhradní řešení, pokud s ním bude stát souhlasit. Prakticky nakonec uplatněno u diesel agregátů, které poháněly brány, jež nebyly připojeny do elektrické sítě.

### Dodatek č. 2
- Podepsán v prosinci 2006, korekce prvního dodatku, který nový ministr považoval za velmi nevýhodný pro stát
- Kapsch se zavázal platit vysoké pokuty za každý den, kdy mýtný systém nefunguje a složil bankovní záruku ve výši 660 mil. Kč
- Umožnil převzetí systému státem s vadami a nedodělky a stanovil lhůty na jejich odstranění a pokuty pokud se tak nestane.
- Většina nedodělků na seznamu nijak neovlivňovala provoz a funkčnost mýta a byla spíše administrativního charakteru (typu včasné nedodání dokumentace k mýtu nebo zpoždění dodání některé dokumentace, nedostatečné zatravnění ploch v době spuštění během zimy dne 1. 1. 2006.[25]
- Převedení nákladů za provoz diesel agregátů na Kapsch. V současné chvíli jsou již všechny mýtné brány zapojeny do elektrické sítě.

### Dodatek č. 3
- Podepsán v prosinci 2007[26]
- Úprava 2. Etapy výběru mýtného, zpoplatní se jen 180 km silnic první třídy, míst toho se Kapsch zavázal stavět mýtné brány na dálnicích, s jejichž výstavbou se začne do konce 2017.
- Kapsch zajistí bezproblémové rozšíření mýta na všechna vozidla nad 3,5 t, nastalo od 1.1 2010.
- Dohodnuta úprava některých mýtných bran pro průjezd nadrozměrných nákladů.
- Kapsch také slíbil vybudovat rozhraní pro eventuální připojení satelitního subsystému. Což splnil úspěšným testovacím provozem tzv. hybridního mýta.

### Dodatek č. 4
- Netýká se přímo výběru mýta, ale využití mýtné infrastruktury.
- Stát zadal vybudování dopravního informačního systému na klíčových dálnicích.
- Zakázka v hodnotě cca 2,4 mld. Kč nesouvisí s investicí do mýtného systému.[27]

## Výnosy z mýtného systému
| Rok                                 | 2007 | 2008 | 2009 | 2010 | 2011 | 2012 | 2013 | 2014 | 2015 | 2016 | 2017  | 2018  |
| ----------------------------------- | ---- | ---- | ---- | ---- | ---- | ---- | ---- | ---- | ---- | ---- | ----- | ----- |
| Výnos z mýtného systému (v mld. Kč) | 5,56 | 6,14 | 5,54 | 5,57 | 8,13 | 8,68 | 8,55 | 8,71 | 9,73 | 9,89 | 10,40 | 10,82 |

Tabulka příjmů do roku 2018.

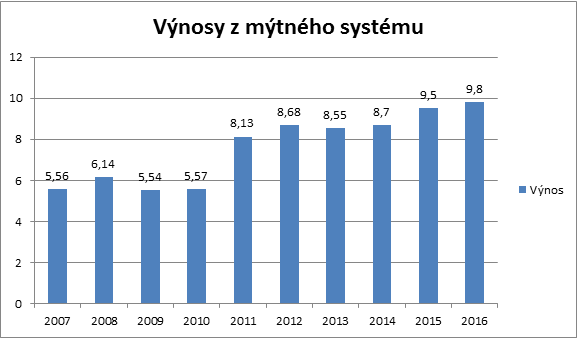
Na běžný provoz a údržbu systému připadá cca 20% vybraných prostředků, což odpovídá nákladům v jiných zemích, které používají mýtný systém.

Na běžný provoz a údržbu systému připadá cca 20 % vybraných prostředků, což odpovídá nákladům v jiných zemích, které používají mýtný systém. Podle kontrolní zprávy NKÚ celkové náklady na zavedení a provoz mýtného systému v letech 2007 až 2016 přesáhly 24 miliard korun. Ministerstvo dopravy za stejnou dobu vybralo na mýtném 78,5 miliardy korun. Náklady tedy dosáhly přibližně 31 procent. „Průměrná provozní nákladovost za celé období – tedy bez zohlednění nákladů na vybudování mýtné infrastruktury – byla 24 procent,“ uvádí ve zprávě kontroloři.
Ačkoliv se běžně dává rovnítko mezi mýtný systém a firmu Kapsch, ve skutečnosti je Kapsch pouze jedním z členů konsorcia, které mýtný systém provozuje. Dalšími účastníky konsorcia byla firma PVT (dnes Asseco Central Europe), která se podílela na podání nabídky. Dalšími firmami jsou je firma Stavby železnic a silnic, nebo Teplotechna, které zajišťovaly stavební činnosti. ČSOB, která vyvinula platební a zúčtovací systém a podílí se na zaúčtování platební karet a výběru poplatků. Kromě Kapsch se podílí dodavatelsky zejména: HP, ČSOB, O2, AŽD, Eltodo, Cross Zlín. Celkové provozní náklady se rozdělují v poměru 60 % pro subdodavatele a 40 % pro Kapsch.  

## Provoz mýtného systému v ČR
Mýtný systém vlastní pro stát Ministerstvo dopravy ČR, provoz mýta a výběr mýtných poplatků pak zajišťuje Ředitelství silnic a dálnic ČR (ŘSD). Konsorcium Kapsch mýtný systém dodalo a do roku 2016 bude zajišťovat jeho provoz. Na nezávislou kontrolu provozu si ŘSD najalo firmu Logica (dnes CGI), ta mj. kontroluje účinnost výběru mýta. Výstavbu pro stát kontrolovala firma Deloitte. Odhalováním a sankciováním neplatičů se zabývají speciálně vybavené mobilní jednotky Generální ředitelství cel.
Mýtný systém se od spuštění v roce 2007 postupně vyvíjí a rozšiřuje. Každý z jeho uživatelů je povinně vybaven elektronickou jednotkou komunikující s mýtným systémem. Za uživatele jsou považováni provozovatelé zpoplatněných vozidel a jejich řidiči. Od okamžiku evidování v mýtném systému je uživatel povinen dodržovat povinnosti stanovené zákonem 13/1997 Sb., o pozemních komunikacích, ve znění zákonů č.80/2006 Sb., č.347/2009 Sb. a č. 196/2012 Sb. a souvisejícími prováděcími předpisy. Mýtné je účtováno za pomoci palubní jednotky zcela automaticky bez zásahu řidiče, který je pouze informován akustickým signálem. OBU (On Board Unit) je dopravci zapůjčeno zdarma, musí ale za každou jednotku složit kauci ve výši 1550 Kč. Kauce je vratná, pokud byla OBU vrácena nepoškozená. Kauce propadá, pokud po dobu jednoho roku nebyla provedena jedna mýtná transakce. Kauce také propadá v případě poškození OBU.
Stát musel přistoupit k vymáhání pohledávek za dlužným mýtem od dopravců, ale stalo se tak až tři roky po spuštění mýtného systému, což vedlo k nesouhlasu několika dopravců. Podle českých dopravních firem dochází k chybám při výběru mýta, které není správně účtováno a následně jsou dle mínění dopravců neoprávněně vymáhány nedoplatky za mýto. Sdružení automobilových dopravců ČESMAD BOHEMIA doporučuje svým členským firmám vymáhané nedoplatky nehradit a pomocí soudních sporů se snaží dokázat neoprávněnost výběru dlužných částek. „Nedoplatky většinou vznikly chybou systému, který pro ŘSD provozuje firma Kapsch a v jednom případě jsou dokonce účtovány nedoplatky za mýtnou bránu u Poděbrad, která v uvedené době nestála,“ napsal v tiskové zprávě z 18. 7. 2012 tajemník Sdružení Martin Špryňar. Důvodem chyby bylo, že mýtný systém dopočítával chybějící mýtný úsek a ŘSD poté doobjednalo výstavbu mýtné brány u Poděbrad.
Tisková zpráva NKÚ z 13. 5. 2013 poukazuje na neefektivitu výběru mýtného a kritizuje podcenění přípravy systému Ministerstvem dopravy a Ředitelstvím silnic a dálnic. Doslova se pak ve zprávě uvádí, že „Výběr mýtného sice svůj účel – tedy získat nové prostředky na rozvoj silniční sítě – splnil, ale stalo se tak za cenu vysokých nákladů a významného zvýšení ceny za užívání zpoplatněných komunikací. V letech 2007 až 2011 se na mýtném vybralo 31,3 miliardy korun, avšak náklady na jeho výběr dosáhly 15,6 miliardy, tedy téměř 50 procent vybrané částky.“ Do částky 15,6 mld. Kč ale kontroloři NKÚ započítali kromě nákladu na samotný provoz také investici do výstavby mýta (který je v majetku státu), ale i řadu dalších projektů jako je: dopravní informační systém na dálnicích, pilot hybridního mýta, atd.
Podle Ředitelství silnic a dálnic (ŘSD) je zavádějící posuzovat ekonomickou výhodnost či nevýhodnost kontraktu v polovině jeho desetileté doby trvání. Problémy byly dle ŘSD způsobeny kolizí mezi zněním zákona a poptávaným řešením mýtného systému v ČR. Také Kapsch ostře protestoval proti metodice NKÚ. Představitelé firmy poukazovali na to, že není možné zahrnovat do nákladů na provoz mýtného systému náklady na jeho vybudování. Firma dokonce zvažovala podání žaloby na NK. Náklady na vybudování byly zaplaceny po sedmi měsících provozování systému.

## Hybridní mýtný systém
V letech 2007-2010 došlo k vývoji a ke zkušebnímu provozu, který prokázal, zdali je možné zkombinovat satelitní a mikrovlnou technologii a tak rozšířit počet zpoplatněných komunikací. Ačkoliv testy dopadly úspěšně, tehdejší ministr dopravy Vít Bárta ukončil testování OBU jednotek jiných dodavatelů, což byl první krok zavedení EETS. Tento systém byl připraven na integraci do Evropského mýtného systému. Je pravděpodobné, že budou podány návrhy tento systém vybudovat v souvislosti s tendrem na další provoz mýtného systému po roce 2016. Celý systém byl vytvořen pro snadnou integraci do stávajícího mýtného systému, došlo by k napojení na stávající struktury, z pohledu uživatele by byl pouze nutné vyměnit OBU. Mýtné na dálnicích by ale i v případě zavedení zůstalo hlavním zdrojem příjmů, jelikož je na dálnicích mnohem větší provoz a navíc satelitní technologie má nižší efektivitu výběru z důvodu kontrolní činnosti, zatímco u mikrovlnného je to 99 %.

### EETS (European Electronic Toll Service)
Evropská služba elektronického mýtného (EETS) je iniciativa EU, jejímž cílem je zjednodušit platbu mýtného pro dopravce v EU. EETS by měla umožnit průjezd zeměmi EU s jedinou palubní jednotku a vyúčtování na jednu fakturu. Funkci lze přirovnat k mobilnímu roamingu – dopravce získá po uzavření smlouvy s jedním poskytovatelem jednu palubní jednotku, funkční ve všech zemích. Finanční zúčtování proběhne také přes „domácího“ poskytovatele, se kterým má smlouvu a jedno sumární vyúčtování.

### REETS (Regional European Electronic Toll Service)
Projekt REETS (Regionální evropská služba elektronického mýtného) analyzuje smluvní, procedurální a technické otázky za účelem vypracování doporučení a konkrétního řešení, které povede k zavedení EETS. Jeho cílem je přenést dosud technologický koncept EETS do ekonomické a vztahové reality provozovatelů mýtných systémů a budoucích poskytovatelů interoperabilních palubních jednotek.
K této iniciativě se přihlásilo sedm členských států EU (Rakousko, Belgie, Německo, Dánsko, Španělsko, Francie, Itálie a Polsko) a nečlenský stát Švýcarsko. Je koordinována ze strany ASFINAGu – rakouského provozovatele mýtného systému.
Projekt je spolufinancován Evropskou unií skrze TEN-T (transevropská dopravní síť) s cílem urychlit zavedení EETS prostřednictvím povzbuzení dialogu mezi výběrčími mýtného a poskytovateli služeb.

### Interoperabilita mýtných systémů
Kromě iniciativy EETS existuje možnost použít jednu OBU jednotku ve Francii, Španělsku a Portugalsku. Jedna OBU jednotka je použitelná na zpoplatněných úsecích v Dánsku, Švédsku, Norsku a nově také v Německu a Rakousku (EasyGo+). Nová OBE v sobě uchovává větší množství pasportních informací o vozidle než její předchůdce EasyGo. Proto je zaručena plná interoperabilita ve výše uvedených zemích. Samozřejmostí je také plná kompatibilita s evropskou legislativou kolem Evropské služby elektronického mýtného (EETS).
Interoperabilita konkrétně spočívá v možnosti použití jednotky AutoPASS či
BroBizz na zpoplatněných komunikacích v Norsku a Rakousku, na vybraných mostech
ve Švédsku, Norsku a Dánsku a pro trajektové služby zejména mezi Dánskem a
okolními státy (včetně Německa). V ČR, Polsku a Bělorusku je mýtný systém postaven na stejné technologii jako EasyGo+.
Existuje i interoperabilita mezi rakouským a švýcarským mýtným systémem. V neposlední řadě je od 1. 9. 2011 zprovozněná interoperabilita TOLL2GO, kdy je možné s OBU jednotkou německého mýtného systému (Toll Collect) jezdit i v Rakousku.

## Stanovení sazeb za mýto
Ceny stanovuje nařízení vláda ČR, která se musí řídit evropskými směrnicemi. Ceny v ČR však patří k nižším v rámci EU, kupříkladu řidič nákladního vozidla zaplatí o 159 % více za kilometr v Rakousku než na českých zpoplatněných komunikacích pro vybranou kategorii vozidel. Výši a výpočet mýtných sazeb upravuje směrnice ES 1999/62/ES upravená směrnicí 2006/38/ES , která zároveň určuje, na co smí být vybrané prostředky využity. Při nastavení sazeb jde o „boj“ mezi regulační a výnosovou funkcí mýta. V České republice je rozdíl mezi sazbami největší v Evropě, což je zároveň pozitivní, jelikož to motivuje dopravce modernizovat vozový park, na druhou stranu to však vede k menšímu výběru peněz na modernizaci dopravní infrastruktury.
Ve srovnání se zeměmi střední Evropy jsou sazby v ČR nyní přibližně na úrovni německých, o něco menší než na Slovensku, výrazně nižší než v Rakousku a o něco vyšší než v Polsku. Platit je možné buď před vjetím na zpoplatnění úsek (režim pre-pay, podobné jako nabití kreditu na mobilní telefon), případně po užití zpoplatněné komunikace za předpokladu předchozího uzavření smlouvy (režim post-pay). Dopravci využívající často zpoplatněné komunikace mohou využít systému slev na mýtném, ten funguje na principu množstevních slev.

### Struktura sazeb za mýto
a) Druh komunikace (silnice I. třídy jsou výrazně levnější)
b) Emisní třída (čím ekologičtější vozidlo, tím levnější mýto)
c) Počet náprav (čím více, tím vyšší mýto)
d) Typ vozidla (autobusy mají nižší sazby, stát tím podporuje hromadnou dopravu)
e) Denní doba (pátek od 15 do 20 hodin platí vyšší sazba)

### Vymáhání plateb za mýto
Kontrola placení je prováděna několika způsoby. Stacionárními kontrolními stanicemi, které také automaticky kontrolují správnost údajů zadaných do OBU. Každá mýtná stanice může být vybavena přenosným kontrolním zařízením. Nedílnou složkou kontroly jsou mobilní kontrolní jednotky celní správy a dopravní policie. Jak již bylo zmíněno, efektivita mýtného systému je 99,8 % a vyhnout se placení mýtného i jízdě na zpoplatněné komunikaci je takřka nemožné.